# Spiral (堂本光一のアルバム)
『Spiral』（スパイラル）は、堂本光一の4枚目のオリジナルアルバム。2015年7月8日にジャニーズ・エンタテイメントから発売された。

## 解説
前作『Gravity』から約2年9か月振りとなる堂本光一4枚目のソロアルバムで、初回限定盤、通常盤の2種類で発売された。アルバムタイトル案はスタッフから出され、ぎりぎりまでは『Fenomenon』（現象・事象・驚異・非凡な人などの意味）で進んでいたが、あまりにも馴染みのない単語で、他の案を求めたところわかりやすいこのタイトルが出てきたため即決したという。
初回限定盤はプレミアムパッケージ仕様で、アルバムリード曲「Fame」のミュージッククリップとメイキングが収録されているDVD、52ページのスペシャルフォトブック、折りポスターのセット。通常盤には、初回限定盤未収録のボーナストラックとして新曲「SHOCK!」と、6月にDVD&Blu-rayシングルとして先行リリースされていた「SHOW ME UR MONSTER」および「INTERACTIONAL」の2曲、計3曲が追加収録されている。
本作は本人の作曲によるオリジナル作品が収録されていない初のアルバムである。その理由として、「自分で作ってしまうと、どうしても曲の持っている世界観が狭い範囲で進行してしまいがちになる。それよりも、自分がその曲の世界観に入っていって、歌ったり映像化したりしていく際に、どうすればおもしろいか、とかを考えると楽しい。」と語った。

## 収録曲
1 - 13曲までは全て共通。14 - 16曲目は通常盤のみ収録。
1. Fame
（作詞：Jinny　作曲:Bruce Fielder/Eric McCarthy/David Kaneswaran アレンジ：生田真心　コーラスアレンジ：竹内浩明　コーラス:堂本光一　ミックス：Hiroki Yasuda）
2. MUSE
（作詞：和田昌哉　作曲：Erik Lidbom/和田昌哉　アレンジ：Erik Lidbom　コーラスアレンジ：和田昌哉　コーラス：堂本光一　ミックス：Hiroki Yasuda)）
3. Just A Woman
（作詞：亜美　作曲：宮﨑歩/亜美/Dee Adam　アレンジ：宮崎歩　コーラスアレンジ：亜美　コーラス：堂本光一/亜美　ミックス：Hiroshi Hiranuma）
4. Bongo Drum
（作詞：EMI K.Lynn　作曲・アレンジ:Magnus Bertelsen/Rick Mount　コーラスアレンジ：竹内浩明　コーラス：堂本光一/竹内浩明　ミックス：Hiroki Yasuda）
5. Boogie Night
（作詞：EMI K.Lynn　作曲・アレンジ：Koshin　コーラスアレンジ：Koshin/亜美　コーラス：堂本光一/亜美　ミックス：Hiroshi Hiranuma）
6. STELLAR NIGHT〜星のバルコニー〜
（作詞・作曲：吉田建　アレンジ：Pessi Levanto/Artturi Ronka　演奏：ハンガリアンスタジオオーケストラ　アートディレクター：Balazs Bujtor　コンサートマスター：Peter Kanyurszky　コンダクター：Peter Pejtsik　コントラクター：Sandor M.Jozsa　オペレーションマネージャー：Gergely Kiss　ミックス：Hiroshi Hiranuma）
7. I Just Want You
（作詞：小林光明　作曲：Won Young-Heon/Cho Sung-Hwan/Noh Young-Won　アレンジ：石塚知生　コーラスアレンジ：竹内浩明　ベース：種子田健　ギター：黒田晃年/奥田健治　ピアノ：中西康晴　トランペット：小澤篤土　トロンボーン：鹿討奏　アルトバリトン・ソプラノサックス：竹上良成　テナーサックス：Ryouichi Daigou　コーラス:堂本光一　ミックス：Hiroshi Hiranuma）
8. Knocked me down
（作詞：Yui Kimura　作曲：Simon Janlov/和田昌哉　アレンジ：Simon Janlov　コーラスアレンジ：和田昌哉　コーラス：堂本光一　ミックス：Hiroki Yasuda）
9. The mAsque
（作詞・作曲・アレンジ：田中直　コーラス：堂本光一　ミックス：Hiroki Yasuda）
10. DEAD END
（作詞：EMI K.Lynn　作曲・アレンジ：Jan Andersson/Peter Heden　コーラスアレンジ：竹内浩明　コーラス：堂本光一　ミックス：Hiroki Yasuda）
11. Night Wanderer 
（作詞：白井裕紀/新美香　作曲：Alexander Komlew/Caroline Von Brunken/Jussi Nikula　アレンジ：生田真心　コーラスアレンジ：竹内浩明　コーラス：堂本光一　ミックス：Hiroki Yasuda）
12. Over You
（作詞：小林光明　作曲・アレンジ：Jesper Borgen/Magnus Clausen　コーラスアレンジ：竹内浩明　ギター＆ベース：Jesper Borgen　ティンホイッスル：高桑英世　コーラス：堂本光一　ミックス：Hiroki Yasuda）
13. Love Professor 
（作詞：亜美　作曲：宮崎歩/亜美/ Dele Ladimeji　アレンジ：宮崎歩　コーラスアレンジ：亜美　コーラス：堂本光一/亜美　ミックス:Hiroki Yasuda）
14. SHOCK!
（作詞：小林光明　作曲：Jussi Nikula/Ricky Hanley　アレンジ：Jussi Nikula　コーラスアレンジ：竹内浩明　コーラス：堂本光一　ミックス：Hiroki Yasuda）
15. SHOW ME UR MONSTER
（作詞：亜美　作曲：宮崎歩/亜美　アレンジ：宮崎歩　コーラスアレンジ：亜美　コーラス：堂本光一/亜美　ミックス：Hiroki Yasuda）
16. INTERACTIONAL 
（作詞：白井裕紀/新美香　作曲：Ben Adams/Stefan Olsson/Fred Johansson/Ingemar Aberg　アレンジ：CHOKKAKU　コーラスアレンジ：竹内浩明　ベース：松原秀樹　トランペット：鈴木正則　トロンボーン：鹿討奏　テナーサックス：竹上良成　ストリングス：今野均ストリングス　コーラス：堂本光一　ミックス：Hiroshi Hiranuma）